# WCG Challenge
Navigation
WCG 2001
La première édition des World Cyber Games s'est tenue à Yongin, près de Séoul, en Corée du Sud en octobre 2000. L'événement ouvre officiellement ses portes le 6 octobre 2000 lors du World Cyber Games Forum 2000, puis avec la cérémonie d'ouverture le 7 octobre.

## Sponsors et partenaires de l'édition

### Sponsors
- EA Korea
- KBK Inc.
- Microsoft
- Ministère de la Culture et du Tourisme
- Ministère de l'Information et des Communications
- Samsung Electronics
- Sego Entertainment

### Partenaires
- BattleTop Inc.
- N'FINIX Inc.

## Disciplines officielles
- Age of Empires II
- FIFA 2000
- Quake III Arena
- StarCraft: Brood War

## Nombre de joueurs par pays participant aux phases finales
Sur les 180 joueurs annoncés, seuls 154 athlètes participent aux différents tournois officiels de l'événement sud-coréen.
|                | Age of Empires II | FIFA 2000 | Quake III Arena | StarCraft: Brood War | Total |
| -------------- | ----------------- | --------- | --------------- | -------------------- | ----- |
| Allemagne      | 4                 | 4         | 4               | 4                    | 16    |
| Australie      | 1                 | 1         | 4               | 4                    | 10    |
| Canada         |                   |           | 4               | 4                    | 8     |
| Chine          | 4                 | 4         | 4               | 4                    | 16    |
| Corée du Sud   | 4                 | 4         | 4               | 4                    | 16    |
| Danemark       | 2                 |           |                 |                      | 2     |
| États-Unis     | 4                 | 4         | 4               | 4                    | 16    |
| France         | 2                 |           | 3               | 3                    | 8     |
| Hong Kong      | 3                 | 3         | 4               | 2                    | 12    |
| Japon          |                   |           | 4               | 4                    | 8     |
| Mexique        |                   | 4         |                 |                      | 4     |
| Norvège        |                   |           |                 | 1                    | 1     |
| Pays-Bas       |                   |           |                 | 1                    | 1     |
| Royaume-Uni    | 2                 | 2         | 4               | 4                    | 12    |
| Singapour      | 2                 | 2         | 2               | 2                    | 8     |
| Suède          | 2                 |           | 4               | 2                    | 8     |
| Taipei chinois | 4                 |           |                 | 4                    | 8     |
| Total          | 34                | 28        | 45              | 47                   | 154   |

## Déroulement de la compétition

### Calendrier des qualifications
Des tournois préliminaires sont mis en place dans différents pays, entre juillet et septembre 2000, afin de sélectionner les futurs participants des phases finales en Corée du Sud.
| Date                       | Pays         | Lieu                                           | Type de tournois |
| -------------------------- | ------------ | ---------------------------------------------- | ---------------- |
| 22 juillet                 | États-Unis   | Universal Studios                              | Offline          |
| 14-27 août                 | Corée du Sud |                                                | Online           |
| 19-20 août                 | Hong Kong    | Miramar Shopping Mall Center                   | Offline          |
| 20-25 août                 | Chine        | Pacific Cyber Center                           | Offline          |
| 2-3 septembre              | Taïwan       | Superior Strategy PC Station Mang Yeh PC Plaza | Offline          |
| 2-3 septembre              | Singapour    | E-Station                                      | Offline          |
| 6-25 septembre             | Corée du Sud |                                                | Online           |
| 7-10 septembre             | Australie    | I-Star Zone                                    | Offline          |
| 8-10 septembre             | Canada       | Days Inn Conference Room                       | Offline          |
| 8-10 septembre             | Singapour    | E-Staion                                       | Offline          |
| 9 septembre                | Royaume-Uni  | Millennium Dome                                | Offline          |
| 9 septembre                | Allemagne    | Galerie du DGHypin                             | Offline / Online |
| 15-16 septembre            | États-Unis   | Times Square                                   | Offline          |
| 16-17 septembre            | Singapour    | E-Staion                                       | Offline          |
| 22-24 septembre            | Japon        | Tokyo Game Show                                | Offline          |
| 30 septembre - 1er octobre | Corée du Sud | Millenium Plaza                                | Offline          |

### Calendrier de l'édition
L'organisateur sud-coréen découpe ensuite les différents tournois officiels sur huit jours, dont les deux derniers sont consacrés aux demi-finales et aux finales des quatre disciplines en compétition.
| Date            | Disciplines                          | Programme             |
| --------------- | ------------------------------------ | --------------------- |
| 8 octobre 2000  | Quake III Arena StarCraft: Brood War | 47 joueurs 45 joueurs |
| 9 octobre 2000  | Age of Empires II FIFA 2000          | 36 joueurs 31 joueurs |
| 10 octobre 2000 | Quake III Arena StarCraft: Brood War | 12 joueurs 18 joueurs |
| 11 octobre 2000 | Age of Empires II FIFA 2000          | 18 joueurs 16 joueurs |
| 12 octobre 2000 | Quake III Arena StarCraft: Brood War | 6 joueurs 6 joueurs   |
| 13 octobre 2000 | Age of Empires II FIFA 2000          | 10 joueurs 6 joueurs  |
| 14 octobre 2000 | Age of Empires II Quake III Arena    | Demi-finales Finale   |
| 15 octobre 2000 | FIFA 2000 StarCraft: Brood War       | Demi-finales Finale   |

## Répartition descash prizes
|           | Age of Empires II | FIFA 2000 | Quake III Arena | StarCraft: Brood War |
| --------- | ----------------- | --------- | --------------- | -------------------- |
| Vainqueur | 25 000 $          | 25 000 $  | 25 000 $        | 25 000 $             |
| Finaliste | 15 000 $          | 15 000 $  | 15 000 $        | 15 000 $             |
| Troisième | 6 000 $           | 6 000 $   | 6 000 $         | 6 000 $              |
| Quatrième | 4 000 $           | 4 000 $   | 4 000 $         | 4 000 $              |

## Tournois

### Résultats
| Age of Empires II    | Jung "Mozory" Myung-Jin    | Byung Geon "iamgrunt" Kang  | Lee "Koven" Jae-Baek     |
| FIFA 2000            | Lee Ji-Hun                 | Park Jin-Hyung              | Kee Ro-Su                |
| Quake III Arena      | Jonathan "Fatal1ty" Wendel | Oskar "LakermaN" Ljungström | Jonathan "ZeRo4" Hill    |
| StarCraft: Brood War | Park "GoRush" Tae-Min      | Jang "I.Love_Star" Il-Suk   | Anker Jacob "NTT" Scharn |

### Classement final des pays médaillés
| Pays         |   |   |   | Total |
| ------------ | - | - | - | ----- |
| Corée du Sud | 3 | 3 | 2 | 8     |
| États-Unis   | 1 |   | 1 | 2     |
| Suède        |   | 1 |   | 1     |
| Pays-Bas     |   |   | 1 | 1     |